# Kazuhiro Sasaki
Pour les articles homonymes, voir Sasaki.
Kazuhiro Sasaki (佐々木 主浩, Sasaki Kazuhiro, né le 22 février 1968 à Sendai, Miyagi au Japon) est un lanceur étoile japonais de baseball. Il a joué 12 ans en Championnat du Japon de baseball et 4 ans dans la Ligue majeure de baseball.

## Carrière

### NPB
Kazuhiro Sasaki amorce sa carrière au Japon dans la NPB en 1990 avec les  Yokohama Taiyō Whales, devenus plus tard les Yokohama BayStars.
Joueur étoile dans son pays, il quitte pour les États-Unis après la saison 1999.

### MLB

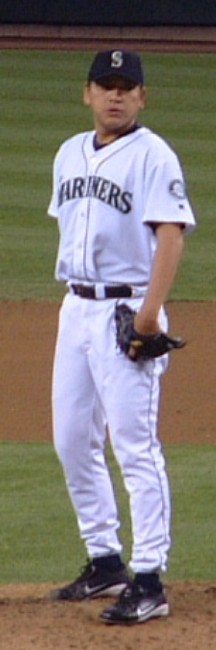
Kazuhiro Sasaki avec les Mariners de Seattle.

Kazuhiro Sasaki débute en Ligue majeure avec les Mariners de Seattle le 5 avril 2000. Il porte le numéro d'uniforme 22. Le lanceur de relève gagne rapidement le rôle de stoppeur de l'équipe et enregistre 37 sauvetages à sa première saison en Amérique du Nord. Il s'agit d'un nouveau record des majeures par un lanceur recrue, marque qui ne sera battue qu'en 2010 par les 40 sauvetages de la recrue Neftali Feliz des Rangers du Texas.
L'athlète de 32 ans reporte le titre de recrue de l'année dans la Ligue américaine. Il devient le premier Japonais à recevoir ce prix dans l'Américaine, le premier dans les majeures étant Hideo Nomo en 1995 avec les Dodgers de la Ligue nationale. Il devient la recrue de l'année la plus âgée de l'histoire dans l'Américaine et la deuxième plus âgée de l'histoire après Sam Jethroe (meilleure recrue de l'année 1950), qui était 33 jours plus vieux au moment de remporter le prix. Un autre joueur japonais, Ichiro Suzuki, aussi des Mariners, gagnera l'année suivante (2001) le titre de recrue de l'année.
Kazuhiro Sasaki enregistre 45 sauvetages pour Seattle en 2001 et 37 en 2002. Il reçoit au cours de ces deux années des invitations pour le match des étoiles. 
Le 20 juin 2002, face aux Reds de Cincinnati, il enregistre son 99e sauvetage pour les Mariners, battant le record de franchise de Mike Schooler. Avec 129 sauvetages pour Seattle, il détient toujours (en date de 2010) la marque d'équipe.
Après la saison 2002, il obtient un contrat de 16 millions de dollars pour 2 saisons.
En 2003, il perd son rôle de stoppeur au profit de son compatriote  Shigetoshi Hasegawa.
Sasaki choisit alors de tourner le dos à sa dernière année de contrat et de repartir au Japon, prétextant de vouloir passer plus de temps avec sa famille.
Le lanceur droitier a travaillé 223 manches et un tiers au monticule en 228 parties dans les majeures. Il présente une moyenne de points mérités de 3,14, avec 7 victoires et 16 défaites, 242 retraits sur des prises et 129 sauvetages.

### Retour au Japon
Sasaki joue pour les Yokomaha BayStars en 2004 et 2005.

## Vie personnelle
Kazuhiro Sasaki a épousé en 1991 la chanteuse Kaori Shimizu, avec qui il a eu deux enfants.
À son retour dans son pays natal en 2005, il a épousé l'actrice Kanako Enomoto. Cette dernière a donné naissance à un enfant.